# Una pareja... distinta
Una pareja... distinta és una pel·lícula espanyola de l'any 1974 dirigida per José María Forqué amb guió d'Hermógenes Sáinz.

## Argument
Zoraida és una dona barbuda que es veu obligada a treballar en el circ per a sobreviure i Charly és un noi que actua en clubs transvestit. Les seves vides canviaran en el moment en què els seus destins es creuin, perquè s'enamoraran i buscaran portar una vida de parella normal i acceptada per la societat, però la pressió de la gent que els envolta no li ho posarà gens fàcil.

## Repartiment
- Lina Morgan...	Zoraida
- José Luis López Vázquez 	...	Charly
- Ismael Merlo...	Manolo
- Manuel Díaz González 	...	Don Arturo
- Emilio Laguna	 ...	Ely
- Rina Ottolina 	...	Periodista
- Alicia Tomás 	...	África
- Eduardo Calvo	...	Gerente
- José Orjas	...	Cura boda
- Xan das Bolas	...	Truhán

## Premis
Ismael Merlo va guanyar el premi al millor actor secundari als Premis del Sindicat Nacional de l'Espectacle de 1974.